# 2015년 삼성 라이온즈 시즌
2015년 삼성 라이온즈 시즌은 삼성 라이온즈가 KBO 리그에 참가한 34번째 시즌이다. 류중일 감독이 팀을 이끈 5번째 시즌으로, 박석민이 주장을 맡았다. 팀은 8팀 중 정규시즌 1위에 오르며 KBO 리그 사상 최초로 5년 연속 정규시즌 1위를 기록했으며, 이후 6년 연속으로 한국시리즈에 진출했으나 핵심 투수들의 도박 파문과 타선 침체로 인해 한국시리즈에서 두산 베어스에게 1승 4패로 져 준우승에 머물렀다.

## 코치
- 김성래, 김평호, 김재걸, 김용국, 김태한, 카도쿠라, 강성우, 김한수

## 타이틀
- 프리미어 12 금메달: 김평호(코치), 차우찬, 심창민, 김상수
- KBO 골든글러브: 나바로 (2루수), 이승엽 (지명타자)
- KBO 신인상: 구자욱
- KBO 페어플레이상: 차우찬
- 플레이어스 초이스 어워드 올해의 신인선수상: 구자욱
- 플레이어스 초이스 어워드 알리안츠 특별상: 모든 프로야구 선수들
- 일구상 최고투수상: 차우찬
- 일구상 신인상: 구자욱
- 조아제약 프로야구대상 최고수비상: 박해민
- 조아제약 프로야구대상 신인상: 구자욱
- 한은회 최고의 신인상: 구자욱
- 한은회 공로상: 삼성 라이온즈
- 카스포인트 어워즈 구단 베스트 플레이어: 최형우
- 카스포인트 어워즈 최우수 신인상: 구자욱
- 스포츠동아 창간 7주년 기념 프로야구 레전드 올스타: 장효조 (외야수 1위), 양준혁 (외야수 2위)
- 3월 한국갤럽 선정 가장 좋아하는 야구 구단: 삼성 라이온즈
- 7월 한국갤럽 선정 가장 좋아하는 야구 구단: 삼성 라이온즈
- 3월 한국갤럽 선정 가장 좋아하는 국내 프로야구 선수: 이승엽 (1위)
- 7월 한국갤럽 선정 가장 좋아하는 국내 프로야구 선수: 이승엽 (1위)
- 올스타 선발: 임창용 (마무리투수), 구자욱 (1루수), 나바로 (2루수), 김상수 (유격수), 최형우 (외야수), 이승엽 (지명타자)
- 올스타전 추천선수: 안지만
- 올스타전 퍼펙트피처 우승: 안지만
- 올스타전 승리감독상: 류중일
- SPORTS KU 선정 고려대학교 올스타 라인업: 진갑용 (포수)
- 컴투스프로야구 삼성 라이온즈 베스트 라인업: 박석민 (3루수)
- 컴투스프로야구2022 타이틀홀더 라인업: 나바로 (2루수), 박석민 (3루수), 박해민 (중견수)
- 컴투스프로야구 내일은 국가대표 라인업: 김평호 (주&수코치)
- 컴투스프로야구 내일은 신인왕 라인업: 구자욱 (우익수)
- 컴투스프로야구매니저 에이스 카드: 박충식 (우완 선발투수), 장원삼 (좌완 선발투수), 안지만 (중계투수), 오승환 (마무리투수), 이만수 (포수), 이승엽 (1루수), 강기웅 (2루수), 류중일 (유격수), 박석민 (3루수), 양준혁 (외야수)
- 컴투스프로야구 주요 FA 라인업: 안지만 (중계투수)
- 컴투스프로야구 선정 신고선수 출신 스타 선수: 박해민
- 컴투스프로야구 선정 고효율 FA 선수: 안지만
- 출장(타자): 박해민, 최형우 (144)
- 타석: 나바로 (643)
- 실질타석: 나바로 (638)
- 3루타: 박해민 (7)
- 도루: 박해민 (60)
- 희생타: 박해민 (23)
- 희생플라이: 나바로 (9)
- 마무리등판: 임창용 (50)
- 세이브: 임창용 (33)
- 세이브포인트: 임창용 (38)
- 홀드: 안지만 (37)
- 탈삼진: 차우찬 (194)
- 득점권타율: 박석민 (0.420)

### 퓨처스리그
- 아시아 윈터 베이스볼 리그 3위: 김현우, 정민우
- 플레이어스 초이스 어워드 퓨처스리그 우수선수상: 홍정우
- 퓨처스 올스타: 홍정우, 김희석, 윤영수, 최민구

## 선수단
- 선발투수: 윤성환, 피가로, 차우찬, 클로이드, 장원삼, 장필준
- 구원투수: 안지만, 심창민, 박근홍, 백정현, 김건한, 김현우, 임현준, 김기태, 정인욱, 신용운, 권오준
- 마무리투수: 임창용, 조현근
- 포수: 이지영, 진갑용, 이흥련, 이정식
- 1루수: 구자욱, 채태인, 강봉규
- 2루수: 나바로, 김태완, 윤영수, 백상원
- 유격수: 김상수
- 3루수: 박석민, 박계범, 김정혁, 김재현
- 좌익수: 최형우, 박찬도, 배영섭, 이상훈
- 중견수: 박해민
- 우익수: 박한이, 최민구, 이영욱, 우동균, 최선호
- 지명타자: 이승엽

## 특이 사항
- 김동호는 2015년 이후 KBO 시범 경기에서 단일 시즌 피안타율 1.000, 평균자책점 99.99를 기록한 최초의 선수가 되었으며, 서동환과 함께 0이닝 소화, 피출루율 1.000, 이닝 당 출루 허용률 99.99를 기록한 최초의 선수가 되었다.
- 안지만은 KBO 리그 역대 최초로 통산 170홀드를 달성했으며, KBO 리그 역대 최초로 4시즌 연속 20홀드를 달성했다.
- 임창용은 김용수를 제치고 KBO 리그 통산 1000이닝 투수 중 최다 세이브 투수가 되었다.
- 윤성환은 이 시즌 2013년 이후 KBO 리그에서 규정 이닝을 채운 투수 중 단일 시즌 스트라이크 존 밖 투구 콘택트 허용 비율이 가장 높았다.
- 박해민은 도루시도율 38.9%, 2루 도루 54회로 로 2013년 이후 규정 타석 충족 타자 중 최고, 최다 기록을 세웠다.
- 구자욱은 2루에서 3루로 총 11번 태그업에 성공하여 2013년 이후 단일 시즌 최다 기록을 세웠다.
- 박해민은 내야 뜬공 확률 0.5%로 2013년 이후 규정 타석 충족 타자 중 최저 기록을 세웠다.
- 구자욱은 중앙 타구 타율 0.631로 2013년 이후 규정 타석 충족 타자 중 단일 시즌 최고 기록을 세웠다.
- 나바로는 포크볼 타율 0으로 2013년 이후 규정 타석 충족 타자 중 단일 시즌 최저 기록을 세웠다.
- 윤성환(17승)(모두 선발)(선발승 3위), 차우찬(13승)(12선발승)(옥스프링 장원준과 선발승 공동 10위), 피가로(13승)(모두 선발)(린드블럼 피어밴드와 선발승 공동 7위), 클로이드(11승)(모두 선발), 장원삼(10승)(모두 선발) 이들 5명이 선발승으로만 10승을 올렸고[2](역대 최초) KBO 리그 사상 처음으로 단일시즌 100안타 타자가 10명이 나오기도 했으며, 단일시즌 팀 타율도 0.302로 역대 최고 기록을 세웠다.
- 나바로는 이 시즌 WAR 7.36으로 KBO 리그 역대 외국인 2루수 중 단일 시즌 최고 기록을 세웠다.
- 나바로는 이 시즌을 끝으로 KBO 리그를 떠나 KBO 리그 외국인 2루수 통산 최고 WAR(12.63) 기록을 세웠다.
- 대구시민운동장 야구장이 홈구장으로 사용된 마지막 시즌이다.
- 박해민은 번트 시도 114회, 번트 안타 18개, 희생번트 실패 20회로 2013년 이후 KBO 리그 역대 단일 시즌 최다 번트 시도, 최다 번트 안타, 최다 희생번트 실패 기록을 세웠다.
- 이 시즌은 KBO리그 사상 20번째로 규정 이닝 충족 투수 전원이 양수 WAR을 기록한 시즌이다. 이 중 가장 WAR이 낮았던 클로이드는 WAR 2.35를 기록했다.
- 2016 신인드래프트에서 이케빈을 지명함에 따라 이케빈은 연천 미라클을 거쳐 프로에 입성한 첫 선수가 되었다. 다만 연천 미라클에서 퇴단한 후 지명된 것이라 연천 미라클의 첫 프로 진출 선수라 보기는 어렵다.

## 같이 보기
- 2016년 삼성 라이온즈 시즌
- 2018년 삼성 라이온즈 시즌